# 私立馬鹿蘭高校
《私立馬鹿蘭高校》（日语：私立バカレア高校）是日本電視台在2012年4月14日開始每週星期六24:50 - 25:20（JST）播放的日本電視劇。由Johnny's Jr.與AKB48以團體單位共演的首部電視劇。

## 概要
由不良男學園“馬鹿田高校”與学業優秀容貌極好的公主高中“第一嘉德麗雅蘭学園”合併的學校，掀起各式各樣的騷動。

## 角色

### 馬鹿田高校
- 櫻木達也 - 森本慎太郎（SixTONES）
2年C組。到哪裡也愛馬鹿田高校的熱血不良頭目。很會打架。。
- 浅田哲也 - 松村北斗（SixTONES）
2年C組。達也最好的朋友。總是身穿黑衣，個性冷酷。
- 寺川麻耶 - 京本大我（SixTONES）
2年C組。達也的朋友。他的母親一直想要一個女兒，卻一直生不出女兒。因為麻耶有張俊美的臉，因此把他當作女兒培養。麻耶因為此事心靈層面有很大的壓力。
- 野口聰 - 田中樹（SixTONES）
2年C組。傻傻的。是個應聲蟲、負責炒熱氣氛的人。也很擅長打架。
- 里中由貴 - 傑西（SixTONES）
2年C組。喜歡音樂。冷靜的類型。會說兩種語言。
- 神保誠 - 高地優吾（SixTONES）
2年C組。跟聰一樣是炒熱氣氛的人。
- 立浪祥平 - 高木雄也 （Hey! Say! JUMP）
2年C組。留級兩年，實際上是18歲。
- 古葉純一 - 宮田俊哉（Kis-My-Ft2）
馬鹿田高校的老師。
- 原春樹 - 上川隆也
馬鹿田高校理事長。

### 第一嘉德麗雅蘭學園
- 真行寺文惠 - 島崎遥香（AKB48）
2年C組。第一嘉德麗雅蘭學園帶驕傲的學生會長。成績優秀。
- 後宮沙耶 - 大場美奈（AKB48）
2年C組。文惠的朋友。熱血系用愛情也專心的類型。
- 時宗小百合 - 光宗薰（前AKB48研究生）
2年C組。在女子中也有人氣的男勝性格。有自卑感。
- 本庄真奈 - 永尾瑪利亞（AKB48）
- 財前麗華 - 小林茉里奈（AKB48）
2年C組。數學少年世界冠軍連續5年優勝的秀才。
- 宮田杏 - 島田晴香（AKB48）
2年C組。
- 篠原香 - 中村麻里子（AKB48）
2年C組。文惠的粉絲。撒嬌的孩子角色。
- 西園寺涼 - 渡邊大
第一嘉德麗雅蘭學院的正式教師。

### 其他登場人物
- 櫻木蓮 - 內博貴
達也的哥哥。
- 神山萌生 - 白水萌生

## 工作人員
- 原作：秋元康
- 監督：窪田崇
- 製作人：植野浩之
- 製作著作：日本電視台

## 標題
| 各話                                              | 播放日        | 副標題               | 導演       | 收視率 |
| ------------------------------------------------- | ------------- | -------------------- | ---------- | ------ |
| 第1話                                             | 2012年4月14日 | プロローグ           | 窪田崇     | 3.3%   |
| 第2話                                             | 2012年4月21日 | 合併                 | 窪田崇     | 3.8%   |
| 第3話                                             | 2012年4月28日 | 総選挙               | 窪田崇     | 2.1%   |
| 第4話                                             | 2012年5月5日  | カトレアのルール     | 樹木雅彦   | 3.9%   |
| 第5話                                             | 2012年5月12日 | 今いる場所           | 守屋健太郎 | 3.0%   |
| 第6話                                             | 2012年5月19日 | バッティングセンター | 樹木雅彦   | 3.0%   |
| 第7話                                             | 2012年5月26日 | 初恋                 | 樹木雅彦   | 2.3%   |
| 第8話                                             | 2012年6月2日  | ファミレス           | 樹木雅彦   | 3.0%   |
| 第9話                                             | 2012年6月9日  | 裏切り               | 樹木雅彦   | 2.8%   |
| 第10話                                            | 2012年6月16日 | FGSP                 | 窪田崇     | 2.3%   |
| 第11話                                            | 2012年6月23日 | 廃校                 | 窪田崇     | 2.3%   |
| 最終話                                            | 2012年6月30日 | バカレア高校         | 窪田崇     | 2.3%   |
| 平均收視率 2.8%（Video Research的調查・關東地區） |               |                      |            |        |

## 播放電視台
| 播放地區   | 播放電視台        | 播放期          | 播放時間             | 系列           | 備註   |
| ---------- | ----------------- | --------------- | -------------------- | -------------- | ------ |
| 關東廣域圏 | 日本電視台（NTV） | 2012年4月14日－ | 星期六 24:50 - 25:20 | 日本電視台系列 | 制作局 |
| 福岡縣     | 福岡放送（FBS）   | 2012年4月18日－ | 星期三 26:09 - 26:39 | 日本電視台系列 | 晚四天 |
| 近畿廣域圏 | 讀賣電視台（ytv） | 2012年4月18日－ | 星期三 26:32 - 27:02 | 日本電視台系列 | 晚四天 |

## 電影
『劇場版 私立马鹿兰高校 』（日语：劇場版 私立バカレア高校）是Johnny's Jr.和AKB48共演在2012年10月13日公開的日本電影。配給是SHOWGATE。由於電視劇版『私立马鹿兰高校』在深夜時段得到高收視率記錄決定電影化。
日本全国有73電影院公開，2012年10月13、14日的初日2日間共有6,472万4,500日圓，動員5万2,657人電影觀眾排行（興行通信社調查）初登場得到第9位。

### 劇場版角色
與電視劇版相同的登場人物，詳細参照電視劇版角色。○是劇場版開始登場的角色。

#### 第二嘉德麗雅蘭学院

##### 前・馬鹿田高校
- 櫻木 達也 - 森本慎太郎（SixTONES）
- 淺田 哲也 - 松村北斗（SixTONES）
- 里中 由貴 - 傑西（SixTONES）
- 寺川 麻耶 - 京本大我（SixTONES）
- 野口 聰 - 田中樹（SixTONES）
- 神保 誠 - 髙地優吾（SixTONES）
- 立浪 祥平 - 高木雄也 (Hey! Say! JUMP)

##### 前・第一嘉德麗雅蘭学院
- 真行寺 文恵 - 島崎遥香 (AKB48)
- 後宮 沙耶 - 大場美奈 (AKB48)
- 時宗 小百合 - 光宗薫 (AKB48)
- 本庄 真奈 - 永尾瑪利亞 (AKB48)
- 財前 麗華 - 小林茉里奈 (AKB48)
- 宮田 杏 - 島田晴香 (AKB48)
- 篠原 香 - 中村麻里子 (AKB48)

#### 第一嘉德麗雅蘭学院
- ○ 九音園 結香 - 加藤玲奈 (AKB48)
- ○ 優佐 希美 - 竹内美宥 (AKB48)
- ○ 梅林寺 遥 - 川榮李奈 (AKB48)
- ○ 二階堂 美優 - 高橋朱里 (AKB48)
- ○ 橘 菜菜美 - 市川美織 (AKB48)

#### 菊永高校
- ○ 真嶋 海斗 - 岩本照（Snow Man）
- ○ 三国 颯太 - 佐久間大介（Snow Man）
- ○ 汐見 睦 - 阿部亮平（Snow Man）
- ○ 丹後 大輝 - 渡辺翔太（Snow Man）
- ○ 五十嵐 駿 - 深澤辰哉（Snow Man）
- ○ 神崎 徳之 - 宮舘涼太（Snow Man）
- ○ 菊榮高校學生 - 櫻野裕己、山岡龍弘

#### 其他
- 神山 萌生 - 白水萌生
- 古葉 純一 - 宮田俊哉（Kis-My-Ft2）
- 櫻木 蓮 - 内博貴
- ○ 真嶋賢治 - 玉森裕太 (Kis-My-Ft2)
  - 海斗的哥哥。
- ○ 水原真里菜 - 小嶋陽菜 (AKB48) 
  - 護理教師。

### 製作人員
- 原作：秋元康
- 腳本：松田裕子
- 監督：窪田崇
- 音樂：牧戸太郎
- 製作統括：城朋子（日本電視台）、伊藤和明（日本電視台）
- 製作：阿佐美弘恭（D.N.ドリームパートナーズ）、大島満（VAP）、飯島三智（J dream）、窪田康志（AKS）、秋元伸介（秋元康事務所）、小崎宏（博報堂DYメディアパートナーズ）、百武弘二（SHOWGATE）
- 執行製作人：森實陽三（日本電視台）、伊藤響（日本電視台）
- 製作人：植野浩之（日本電視台）、坂下哲也 (AX-ON)
- 副製作人：小林将高、茶ノ前香 (VAP)、山崎康史（Johnny's）
- 制作人：前畑祥子（ファイブコミュニケーションズ）
- 製作：平体雄二
- 動作監督：小原剛
- 撮影：木村重明、花村也寸志
- 照明：丸山和志
- 録音：田中博信（テスクチュアー・AKS）
- 美術：樫山智恵子
- 装飾：山田好男
- 髮型師：遠藤良樹
- 化妝：大野真二郎
- 編集：山中貴夫
- 編劇：北濱優佳
- 助監督：加藤文明
- 制作担当：宮田幸太郎
- 製作：「劇場版 私立バカレア高校」製作委員会（D.N.ドリームパートナーズ、バップ、ジェイ・ドリーム、AKS、秋元康事務所、博報堂DYメディアパートナーズ、ショウゲート）
- 企画制作：日本電視台放送網
- 企画協力：Johnny's事務所
- 制作公司：AX-ON
- 宣傳：東宝アド
- 配給：ショウゲート

## 音樂
- 片頭曲：《Shake it Up》Kis-My-Ft2（avex trax）
- 片尾曲：《右肩》前田敦子（KING RECORDS）

## 備註
1. ↑  ヤンキーＪｒ.とお嬢様ＡＫＢ初連ドラ決定 （页面存档备份，存于）
2. ↑  『ツナグ』が3位からトップに！『魔法少女まどか☆マギカ』後編は小規模公開ながら2位初登場！ （页面存档备份，存于）シネマトゥデイ 2012年10月16日

## 外部連結
- 私立バカレア高校 （页面存档备份，存于） - 日本テレビ
- 私立バカレア高校，存于 - VAP
- 劇場版 私立バカレア高校，存于 - VAP
- 『劇場版 私立バカレア高校』馬鹿田サイド （页面存档备份，存于） - 公式Twitter
- 『劇場版 私立バカレア高校』 カトレアサイド （页面存档备份，存于） - 公式Google+

| 日本電視台 週六深夜連續劇（星期六 24:50 - 25:20）              | 日本電視台 週六深夜連續劇（星期六 24:50 - 25:20） | 日本電視台 週六深夜連續劇（星期六 24:50 - 25:20） |
| -------------------------------------------------------------- | ------------------------------------------------- | ------------------------------------------------- |
|                                                                | 私立馬鹿蘭高校 （2012年4月14日 - 2012年6月30日）  |                                                   |
| 笑う!アメカン （※此為綜藝節目時段， 播映時間為 24:55 - 25:25） | 愛情種子 （2012年7月7日 - 2012年9月29日）         |                                                   |